# Roseanna (pel·lícula de 1993)
Roseanna és una pel·lícula policial sueca de 1993 sobre Martin Beck, dirigida per Daniel Alfredson, basada en la novel·la Roseanna  (1965). Ha estat doblada al català.

## Trama
Una jove turista estatunidenca és assassinada mentre navegava a bord d'un creuer cap a Suècia. El cos d'una víctima és descobert a l'aigua per la policia, que no pot determinar la causa de la mort a causa de la pèrdua de pistes. Quan finalment troben alguna cosa, fan servir una dona policia com a esquer viu per atrapar un assassí, on gairebé la mata.

## Repartiment
- Gösta Ekman com a Martin Beck
- Kjell Bergqvist com a Lennart Kollberg
- Rolf Lassgård com a Gunvald Larsson
- Niklas Hjulström com a Benny Skacke
- Lena Nilsson com Åsa Thorell
- Ingvar Andersson com Per Månsson
- Bernt Ström com a Einar Rönn
- Torgny Anderberg com a Evald Hammar
- Jacob Nordenson com a Folke Bengtsson
- Anita Ekström com a Inga Beck, la dona de Martin Beck
- Tova Magnusson-Norling com Putte Beck, la filla de Martin Beck
- Anna Helena Bergendal com a Roseanna
- Donald Högberg com a Karl Åke Eriksson
- Viktor Ginner com a Erik Beck, el fill de Martin Beck
- Agneta Ekmanner com a Greta Hjelm